# Monocoryne minor
Monocoryne minor är en nässeldjursart som beskrevs av Wilfrid Arthur Millard 1966. Monocoryne minor ingår i släktet Monocoryne och familjen Candelabridae. Inga underarter finns listade i Catalogue of Life.